# 星艦迷航記VIII：戰鬥巡航
《星艦迷航記VIII：戰鬥巡航》（英語：Star Trek: First Contact），由派拉蒙影业于1996年拍摄的电影。该部电影是《星艦奇航記》科幻系列的第8部电影，也是以《星际旅行》的第二代剧集《下一代》为基础的第二部电影。在西方通常简写作“ST:FC”或“ST8”。
從英文標題來看，電影的主題理論上應該是關於地球人與瓦肯人的第一次接觸，然而故事的重心卻是放在《銀河飛龍》影集中的大敵——博格人：主角群跟隨博格人的時間旅行漩渦回到21世紀，以阻擋博格人試圖改變人類过去的發展史来達成征服地球的企圖。此電影由《銀河飛龍》的大副扮演者強納森·弗瑞克斯执導，劇本由布藍儂·布拉加與羅納德·穆爾所寫，電影配樂由杰里·戈德史密斯所製作。

## 角色
| 演員              | 角色                      |
| ----------------- | ------------------------- |
| 帕特里克·斯图尔特 | 尚路克·畢凱上校           |
| 強納森·弗瑞克斯   | 威廉·瑞克中校             |
| 布伦特·斯派尔     | Data少校                  |
| 莱瓦尔·伯顿       | 乔迪·拉弗吉少校           |
| 麥克·朵恩         | 武夫少校                  |
| 蓋茲·馬克發登     | 貝芙莉·克羅夏中校（醫官） |
| 玛丽娜·塞迪斯     | 荻安娜·特洛伊中校（顧問） |
| 阿尔弗雷·伍达德   | 莉莉·斯洛恩               |
| 詹姆斯·克倫威爾   | 季弗蘭·寇克瑞恩博士       |
| 艾丽丝·克里奇     | 博格女王                  |
| 尼尔·麦克多诺     | 西恩·霍克上尉             |
| 麥克·侯頓         | 丹尼爾斯上尉              |
| 羅伯特·皮卡多     | 緊急醫療全像程式          |
| 德怀特·舒尔茨     | 雷金納·巴克萊上尉         |
| 帕蒂·安武         | 艾莉莎·小川護士           |
| 杰夫·库普伍德     | 博格集合體語音            |

## 剧情概要
一艘博格方塊侵入了聯邦的領域，並直驅地球。然而星際艦隊指揮部却命令元首级星舰企業號-E前去監控及巡邏罗慕伦中立区，以防罗慕伦人趁機進犯。不過尚路克·畢凱艦長深知，舰队是担心他過去被博格人同化的經歷，会为作战增加“不稳定因素”。（參見《銀河飛龍》剧集“地球保卫战”）。
在获知艦隊遭到大量损失时，畢凱決定抗命加入戰役。在抵達001星區時，企業號成功指挥艦隊舰队摧毀了博格方塊。然而，一艘博格球體逃离了方块並疾馳向地球。球體藉由子空間力場作時空連續體彈跳，開啟了時間漩渦並航向過去的地球；畢凱下令企業號追击它。
时间最终抵达了2063年4月4日——第三次世界大戰的十年後——也是「第一次接觸」的前一天。這意味着刚发展出曲速引擎的人类将第一次接觸到外星文明。球體开始攻击地球蒙大拿州的一帶：這正是曲速發明者季弗蘭·寇克瑞恩博士的住地。在地面遭受一定损失之后，企業號穿出了時間漩渦，并摧毁了攻击地球的博格球體。进取号随即派出外遣隊，以確保鳳凰號和季弗蘭·寇克瑞恩安好無恙。乔迪·拉弗吉少校帶領一支輪機團隊開始着手修復凤凰号；威廉·瑞克中校與荻安娜·特洛伊顧問则要說服寇克瑞恩照原計畫完成曲速試飛；貝芙莉·克羅夏醫官把受辐射傷害的莉莉·斯洛恩带回企業號上治療。
但在此时，企業號的系統開始出現異常，如環境溫度爬升到了攝氏39度。感受到博格人存在的畢凱與百科回到了企業號上。原来博格人乘企業號防护罩降下之机傳送上了企業號，並開始同化她。畢凱率領突擊隊進攻博格人，企图打破轮机室的等离子体冷却管，但未能成功，Data少校也被俘虜。畢凱逃进了傑弗瑞氏管，却遭遇了不明真相的莉莉·斯洛恩，她奪走了相位槍並要脅畢凱放她回去。
在畢凱設法取得了莉莉的信任後，兩人一同回到艦橋與其他人员会合。此时，博格人企图架設子空間通訊天線与21世紀的博格人取得联系；畢凱、武夫以及西恩·霍克上尉穿上宇航服與磁性靴，来到了博格人架设天线的舰外偏导仪区域，最终阻止了博格人的行动。

此時，鳳凰號已整装待发。這艘改裝自美國核导弹（仿自泰坦級核子飛彈）的飞船於2063年4月5日上午11時許發射升空，開啟了人類的新纪元。
但企業號上的情况却不容乐观，武夫已提议啟動企業號的自毀程序，並撤離船員。但越来越偏执的畢凱拒絕了這項提議，并严词人身攻击了武夫。莉莉深知這是畢凱過去經歷的報復心作祟，于是用《白鯨記》的亞哈艦長为例，劝导畢凱清醒過來。皮卡尔隨後下令激活自毀程序，所有船員撤离企業號。而畢凱则留下來設法救出百科。
Data被俘后，博格女王不断地誘惑百科：给他換上了真正的人皮，並改造了百科的人造神經系統，刺激Data发生痛楚感。當畢凱進入輪機室后，Data用诡计取得了博格女王的信任，成功接近了等离子体冷却管并打破了它。释放出的等离子体冷却剂消灭了女王的有机结构，从而毁坏了其余受控的博格个体。企業號的控制权重新回到了船員们的手中。
鳳凰號的試飛圓滿達成。在寇克瑞恩回到地球後不久，瓦肯科考船T'plana'hath降落在地球上，與人類進行和平的第一次接觸。企業號则重新開啟時間漩渦，航向未來。

## 制作

### 导演和剧本
在发布《星际旅行VII：日换星移》前，派拉蒙已决定让《下一代》的演员们继续出演赖克·伯曼监制的第二部电影。并史无前例地派出了四千五百万美元的预算——大大超过了此前的任何一部《星际旅行》电影。饰演威廉·赖克中校的乔纳森·弗兰克斯被选中执导该片。乔纳森在此前执导的10来集电视剧集中展现出了令人印象深刻的能力，这让伯曼对他很有信心，相信他也能漂亮地把这些能力转移到拍摄电影上。如同先于他的伦纳德·尼莫伊、威廉·夏特纳和戴维·卡森，《星际旅行》也是乔纳森执导的第一部电影。他拍摄这部电影的灵感来自于《异形》、《异形2》、《第三类接触》、《银翼杀手》和《大白鲨》。
赖克·伯曼觉得在《星际旅行》系列中出现的众多邪恶种族中，博格人是最能引起观众兴趣的。但由于预算的原因，他们在这部电影前从来没有真正完整地塑造这种半机械人种族。因此他决定，让博格人第一次在电影中登场。
在早期的剧本中，皮卡尔的角色本应在地面上协助泽弗拉姆·科克伦，而赖克则在进取号-E上与博格人战斗，因此剧情的发展主要集中在地球上。但帕特里克·斯图尔特反对这个安排，因此赖克和皮卡尔的剧情被互换了；这也导致皮卡尔更像是一名动作英雄，而剧情的发展也被集中在了进取号上。
这部电影也填补了《星际旅行》虚构宇宙中一段模糊的历史。此前，在《星际旅行》虚构宇宙中并不能详细地获知21世纪与22世纪的历史。

### 配角
以在电影《我不笨，所以我有話說》（Babe）中饰演一农民而著名的詹姆斯·克伦威尔，被选中扮演泽弗拉姆·科克伦博士：发明曲速引擎的人。而在《原初系列》的一集“蜕变”（Metamorphosis）中，科克伦是由格伦·科贝特饰演的，科贝特在1993年因罹患肺癌离世。
《星际旅行：航海家号》的两名演员在这部电影中客串了角色。饰演尼利克斯的演员伊桑·菲利普斯在这部电影中客串全息甲板场景中的餐厅领班，而扮演航海家号紧急医疗全息程序的罗伯特·皮卡尔多也客串成了进取号-E的紧急医疗全息程序。
电影的幕后人员也扮演了一些配角。在全息甲板场景中，还出现有编剧罗纳德·穆尔、布兰农·布拉加，以及特技协调小罗尼·罗德尔等人。

### 特效
在这部电影中，工业光魔的赫尔曼·齐默曼与约翰·伊夫斯共同设计了元首级星舰进取号-E，这艘进取号同时拥有实物模型与计算机的三维模型。伊夫斯还设计了第一艘曲速飞船凤凰号与瓦肯飞船T'plana'hath。博格女王头胸部分与身体结合的特效则是由托德·马斯特斯与MastersFX的特效团队制作的。

### 配乐
在配乐上，杰里·戈德史密斯大量采用了他在《无限太空》与《终极先锋》中的配乐，甚至连主题曲都来自于《终极先锋》中的一段悦耳的背景音乐。
此外，戈德史密斯还使用如下的配乐：
- 赫克托·柏辽兹的歌剧《特洛伊人》中的“Vallon Sonore”，并由赖兰·戴维斯与柯芬园皇家歌剧管弦乐团及合唱团演奏；
- 迪克·彭纳和韦德·穆尔所作的摇滚乐“Ooby Dooby”，由罗伊·奥比森演唱；
- 约翰尼·伯克和吉米·范·霍伊森所作“Moonlight Becomes You”，由朱莉·摩根演唱；
- 约翰·凯和拉什顿·莫雷夫所作“Magic Carpet Ride”，由舞狼乐队（Steppenwolf）演奏。[6]

## 评价
《第一次接触》在美国的评级为PG-13（特别辅导级），包括有部分会让人厌恶的暴力与强烈的性暗示。它也是第一部被美国电影协会评级高过PG级的《星际旅行》电影。

### 正面
《戰鬥巡航》推出后，受到星迷與影評人的廣泛接受，認為此片對於星迷以及大众觀者都具有吸引力。在互联网影评网站Rotten Tomatoes上的好评率高达90%以上。有人认为它是《星际旅行》系列中，一部较好的入门影片。有人认为这部电影在技术和剧情上都堪称《星际旅行》前八部电影中最好的一部。影评人德拉甘·安图洛夫则写道：“《第一次接触》在这部繁盛久远的系列中，上演了华美的一章。”

### 负面
有人认为，这部电影中与《下一代》剧集有联系的那部分剧情，可能会让除星迷外的其他人感到费解。还有一些看法认为，譬如乔纳森·弗兰克斯（饰演威廉·赖克）、布伦特·斯派尔（饰演Data）等人的表现平平，其饰演人物的性格更与《原初系列》中某些角色（如柯克、斯波克）十分接近。

### 票房
《第一次接触》于1996年11月22日在美国首映，雄踞第一周末票房榜的第一名。电影预算为45,000,000美元，在美国的票房总额为92,027,888美元，在全世界的总票房约合150,000,000美元。它的前作《日换星移》的预算为35,000,000美元，在全世界的总票房为120,000,000美元。

### 電影中的錯誤及與系列中的出入
- 船員中一員回報博格人佔領第26層甲板，但畢凱告訴莉莉企業號有24層甲板。
- 當畢凱打開艙門對莉莉展示地球景觀時，可以見到澳洲、新幾內亞與所羅門群島，但是畢凱沒提及的紐西蘭就消失在地球上。
- 有一幕企業號-E在地球上方飛過，這時北美洲正在向陽面，然而同時間，瑞克、特洛伊卻與寇克瑞恩在北美蒙大拿州的夜晚會面。
- 季弗蘭·寇克瑞恩的英文原文“Zefram Cochrane”在片尾工作員表誤拼為“Zefram Cochran”。

## 商標訴訟
帕拉蒙曾因这部电影而被科幻作家威廉·詹金斯（常用笔名“默里·伦斯特”）的版权继承人诉至美国联邦法院。詹金斯曾于1945年出版了一篇名为“First Contact”的短篇小说：这有可能是这个词语的一个来源。这篇小说的版权继承人主张《第一次接触》（英文原名为“First Contact”）侵犯了他们在这个词语上的商标权。美国弗吉尼亚东区联邦地方法院用简易判决肯定了帕拉蒙的请求，并判决驳回了该诉讼请求。（法院裁决的全文请见《Estate of William F. Jenkins v. Paramount Pictures Corp., 90 F. Supp. 2d 706 (E.D. Va. 2000)》）法院认为詹金斯是否为“first contact”一词的首创人是无需考虑的。在科幻作品中，该词被广泛用于描述人类与外星种族的第一次遭遇，已成为了通用性的词语（因此不受保护）。即使标题被“描述性地”替换以高于“通用性”并可能被保护的一类词语，也没有证据表明，公众必然会大范围地从该标题联想到（意即“第二意义”）詹金斯的小说。美国联邦第四巡回上诉法院肯定了低级法院的驳回，并没有表示异议。

## 獎項
| 頒獎典禮           | 獎項     | 得獎者                                       | 結果 |
| ------------------ | -------- | -------------------------------------------- | ---- |
| 第69屆奥斯卡金像獎 | 最佳化妆 | Jake Garber、Michael Westmore、Scott Wheeler | 提名 |

## 外部連結
- 互联网电影数据库（IMDb）上《星艦迷航記VIII：戰鬥巡航》的资料（英文）
- 爛番茄上《星艦迷航記VIII：戰鬥巡航》的資料（英文）
- Box Office Mojo上《星艦迷航記VIII：戰鬥巡航》的資料（英文）
- AllMovie上《星艦迷航記VIII：戰鬥巡航》的资料（英文）
- Metacritic上《星艦迷航記VIII：戰鬥巡航》的資料（英文）
- 開眼電影網上《星艦迷航記VIII：戰鬥巡航》的資料（繁體中文）
- 时光网上《星艦迷航記VIII：戰鬥巡航》的資料（简体中文）
- 豆瓣电影上《星艦迷航記VIII：戰鬥巡航》的資料 （简体中文）